# Entrepà farcit
L'entrepa farcit (en anglès: pocket sandwich) és un sandvitx que és fa utilitzant una peça sola de pa plegat o buidat, com un pita, tortilla que es fa amb coent la massa amb el farciment ja a dins.
Els entrepans farcits poden ser de diversos tipus: fougasse, empanada, calzone, stromboli, pita, runza, etc. Els entrepans de pita es poden omplir amb els ingredients típics dels entrepans, de totes maneres alguns dels ingredients que s'hi posen han acabat identificant el propi menjar (per sinècdoque). Aquests inclouen: gyros, souvlaki, shawarma, döner kebab, falafel, etc.